# 煎盘
煎盘是一种烹饪工具，由铸铁、铝、碳鋼、铬钢等材料制成 。司康餅、班諾克麵包、薄烤饼、威爾斯蛋糕、烤麵餅、可麗餅和燕麥餅 可以放在煎盘中加熱。 

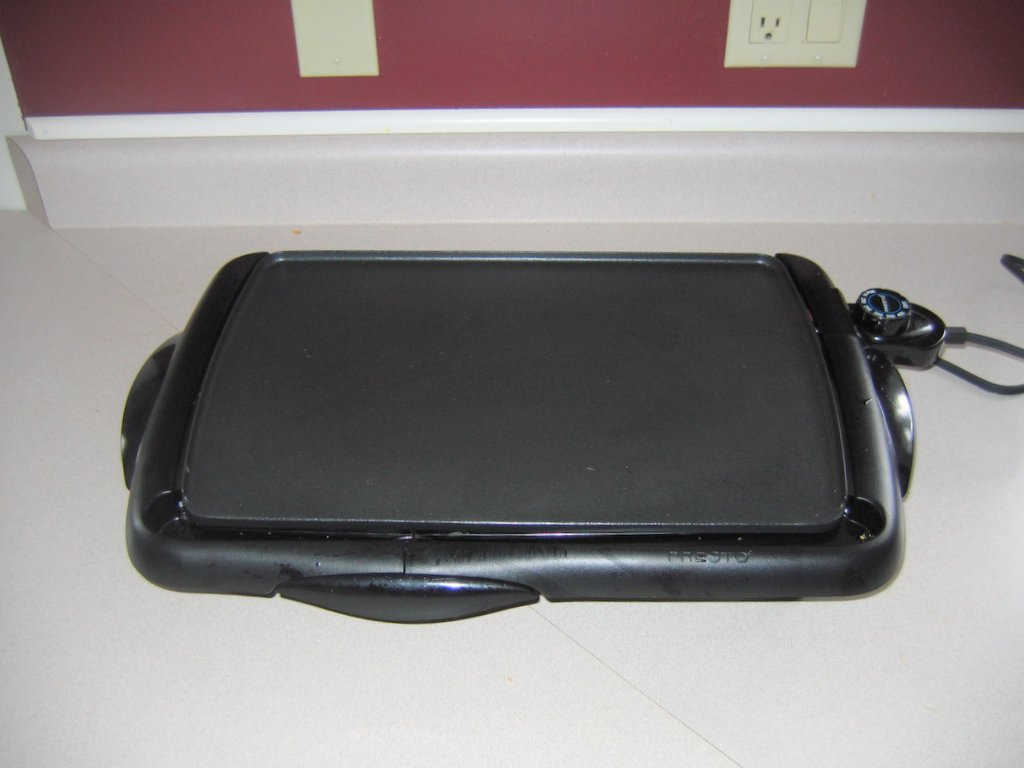
可以控制温度的煎盘
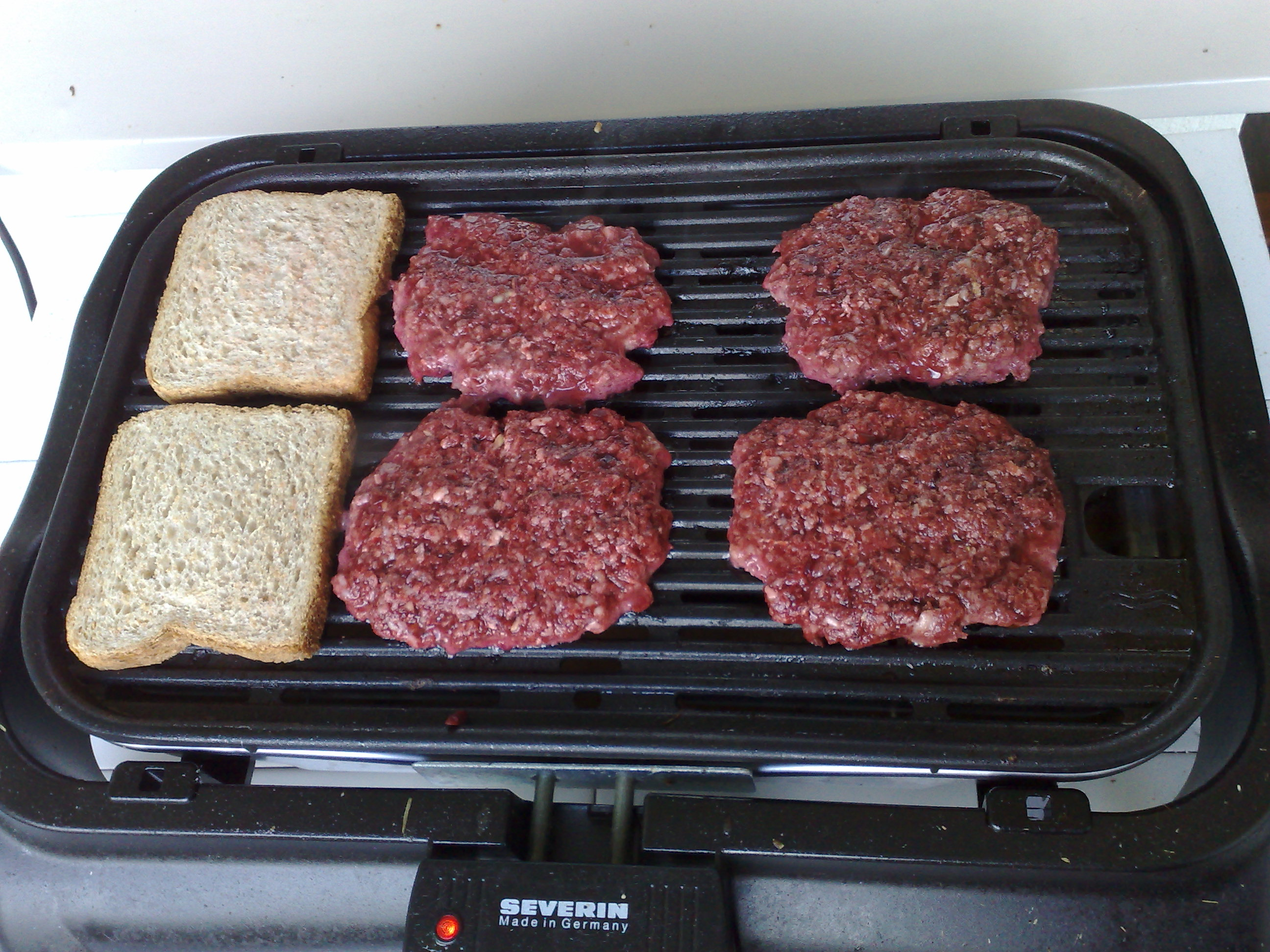
煎盘
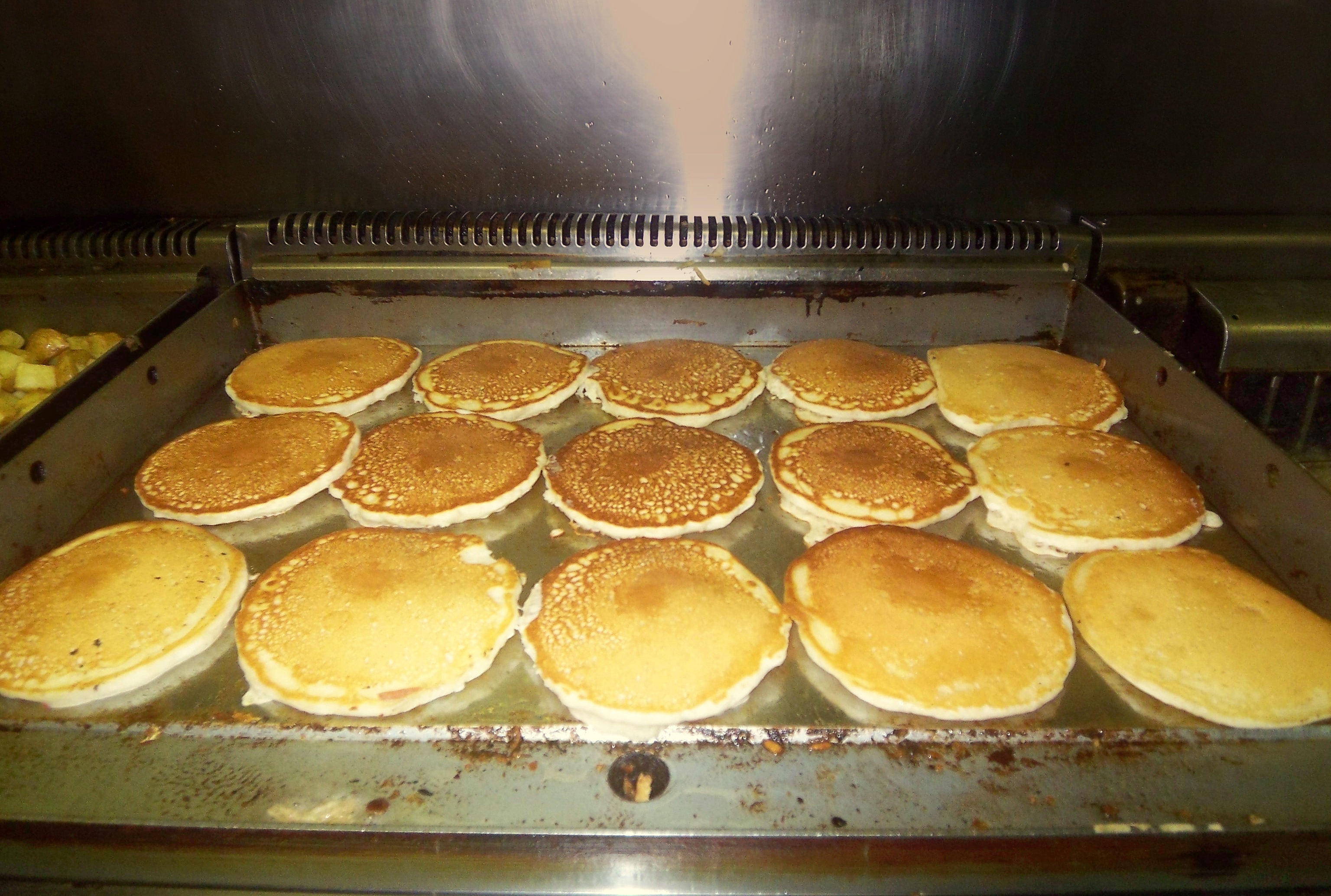
在煎盘上加熱煎饼
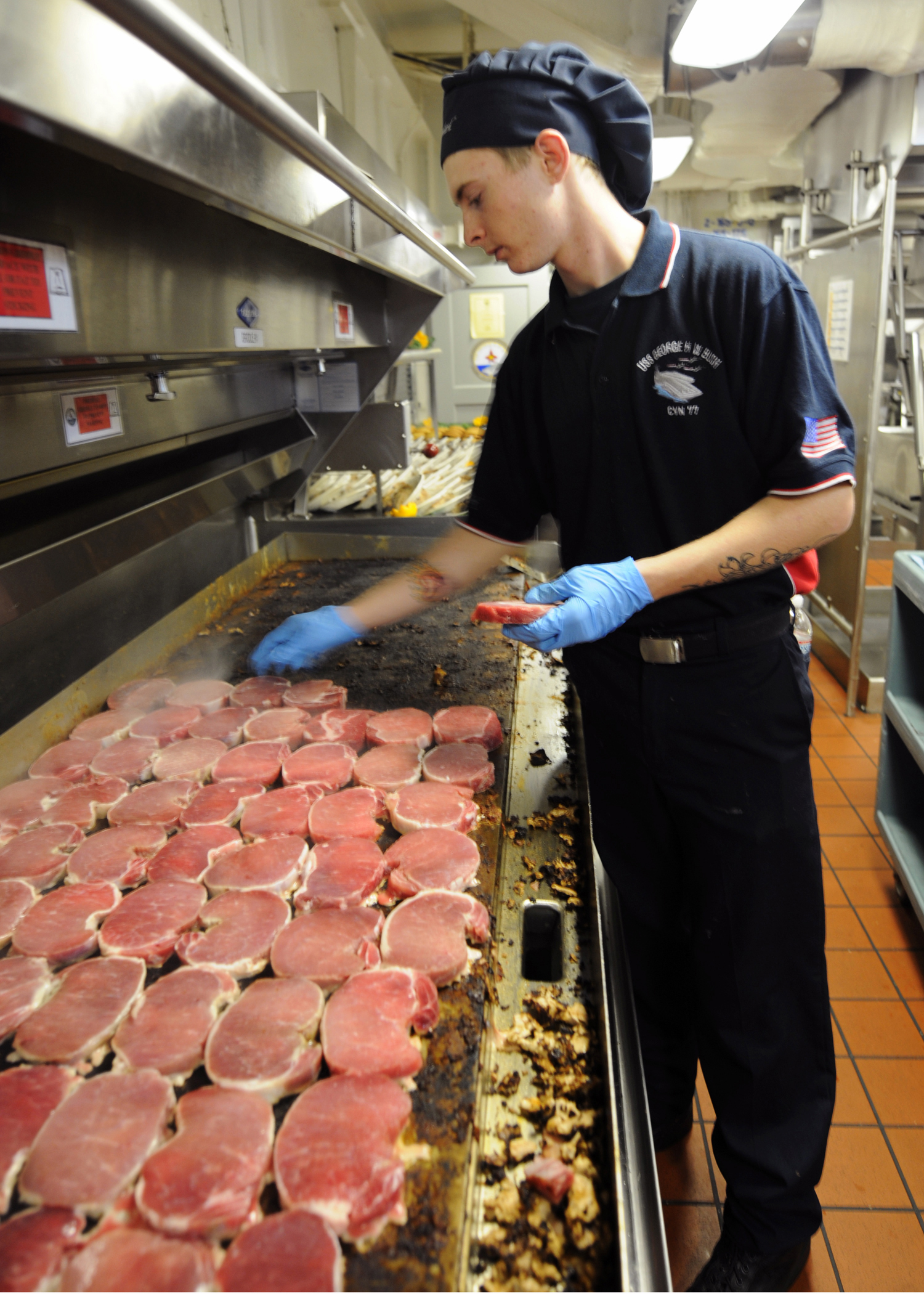
厨房中的煎盘